# Leave It to Blanche
Pour plus de détails, voir Fiche technique et Distribution.
Leave It to Blanche est un film britannique réalisé par Harold Young, sorti en 1934.

## Fiche technique
- Titre : Leave It to Blanche
- Réalisation : Harold Young
- Scénario : Rowland Brown et Brock Williams (en)
- Photographie : Basil Emmott
- Pays de production : Royaume-Uni
- Format : Noir et blanc - 1,37:1 - Mono
- Genre : comédie
- Durée : 51 minutes
- Date de sortie : 1934

## Distribution
- Henry Kendall (en): Peter Manners
- Olive Blakeney : Blanche Wetherby
- Miki Hood (en) : Doris Manners
- Griffith Jones : Philip Amesbury
- Rex Harrison : Ronnie
- Hamilton Keene (en) : Brewster
- Julian Royce (en) : Patteridge
- Elizabeth Jenns (en) : Blossom
- Harold Warrender : Guardee